# Sclerococcum simplex
Sclerococcum simplex är en lavart som beskrevs av D. Hawksw. 1979. Sclerococcum simplex ingår i släktet Sclerococcum, divisionen sporsäcksvampar och riket svampar.   Inga underarter finns listade i Catalogue of Life.